# Tephritis kovalevi
Tephritis kovalevi är en tvåvingeart som beskrevs av Valery Korneyev och Kameneva 1990. Tephritis kovalevi ingår i släktet Tephritis och familjen borrflugor. Inga underarter finns listade i Catalogue of Life.